# Rendlia
Rendlia és un gènere de plantes de la subfamília de les cloridòidies, família de les poàcies. És originari de l'est i sud d'Àfrica tropical.
Alguns autors ho inclouen en el gènere Microchloa. Fou descrit pel botànic italià Emilio Chiovenda
a Annali di Botanica 13: 53. 1914.

## Taxonomia
- Rendlia altera
- Rendlia annua
- Rendlia cupricola
- Rendlia mutica
- Rendlia nelsonii
- Rendlia obtusifolia
- Rendlia pseudoharpechloa